# Выражение (математика)
Выражение в математике — одно из фундаментальных математических понятий, лежащее в основе языка математики. С помощью математических выражений записываются расчётные алгоритмы, формулируются аксиомы и теоремы математики, законы естественных наук.
Простейшим случаем являются числовые алгебраические выражения, которые могут содержать буквенные параметры, например: {\displaystyle 2\cdot \pi \cdot R} (выражение для длины окружности, зависящее от радиуса {\displaystyle R}). Однако существуют и обобщения для других математических систем (не обязательно числовых) — логические, текстовые, матричные, векторные, тензорные, аналитические, теоретико-множественные и другие типы выражений, каждый со своим набором операций (см. примеры). В формулировках аксиом и теорем часто сочетаются несколько различных типов выражений — см., например, аксиоматику вещественных чисел.

## Определение
Выражение — это построенная по принятым в математике правилам комбинация чисел, букв, символов функций, символов операций, скобок и других математических обозначений (например, символов суммы {\displaystyle \Sigma }, произведения {\displaystyle \Pi }, производных, интегралов и т. д.).
Числовые выражения, не содержащие букв, называются арифметическими выражениями. Числовое алгебраическое выражение, не содержащее букв в качестве делителей или под знаком корня, называется целым выражением.
Не следует путать понятия математического выражения и математической формулы. Формула определяется как комбинация математических символов, выражающая некоторое утверждение, обычно в форме:
Выражение-1 = Выражение-2
Вместо знака равенства в формуле может быть один из знаков неравенства, символ принадлежности множеству или иные символы, образующие утверждение. Выражение же само по себе не образует никакого утверждения. Таким образом, всякая формула есть выражение, но не всякое выражение есть формула.

## Примеры
1. {\displaystyle 7+(5\times 11)} — числовое арифметическое выражение (без буквенных параметров)
2. {\displaystyle {\sqrt {b^{2}-4ac}}} — числовое алгебраическое выражение.
3. {\displaystyle (a>b)\land (b\neq 0\lor a\neq 0)} — логическое выражение.
4. "C" + product_id — текстовое выражение (склейка двух строк).
5. {\displaystyle \det(A-xE)} — матричное выражение. Значением выражения является характеристический многочлен матрицы {\displaystyle A.}
6. {\displaystyle \int \limits _{a}^{x}f(t)\,dt} — аналитическое выражение, сопоставляющее функции {\displaystyle f(x)} её первообразную.
7. Аксиома Архимеда: {\displaystyle \forall a\in \mathbb {R} :a>0\ \exists n\in \mathbb {N} :n>a} (для всякого положительного вещественного числа найдётся натуральное, его превосходящее)[7].

## Значение выражения
Для каждого выражения задаются или подразумеваются области определения входящих в него букв, функций и операций. Подстановка конкретных значений буквенных параметров и выполнение с ними заданных операций позволяют получить значение выражения, которое может принадлежать иной математической системе (см. пример 5). При этом любая допустимая подстановка параметров должна создавать осмысленное результирующее выражение. Быть источником значений — одно из основных предназначений выражения,
Два выражения называются тождественно равными (равносильными, эквивалентными), если при любых допустимых значениях входящих в них переменных значения обоих выражений совпадают. Пример в арифметике: {\displaystyle (a+b)(a-b)} равносильно {\displaystyle a^{2}-b^{2}.} Замена выражение на тождественно равное ему (как правило, для упрощения выражения или для исследования его свойств) называется тождественным преобразованием выражения.. Для каждого типа выражения существуют свои правила тождественных преобразований, см. о них статьи Законы элементарной алгебры, Алгебра логики, Методы интегрирования и т. п.

## В информатике
Работа с выражениями в языках программирования имеет свою специфику.
- Обозначения операций в них отличаются не только от общепринятого математического стандарта, но в разных языках программирования они, вообще говоря, могут быть разными. См., например: Возведение в степень в языках программирования.
- Результаты операций могут зависеть от типа операндов и их длины в машинной памяти.
- Часть систем программирования допускает побочные эффекты, из-за чего, например, значение выражения {\displaystyle x+f(x)} зависит от порядка вычислений, созданного компилятором (если функция {\displaystyle f(x)} изменяет значение своего аргумента {\displaystyle x}).